# Angus Gill
Angus Christopher Gill (Port Macquarie, 5 febbraio 1998) è un cantante australiano.

## Biografia
Angus Gill ha fatto il suo esordio discografico con l'album in studio Nomad, entrato al 47º posto delle ARIA Charts. Ha in seguito piazzato un ulteriore disco in classifica, collocando The Scrapbook alla 19ª posizione della graduatoria LP australiana.

## Discografia

### Da solista

#### Album in studio
- 2017 – Nomad
- 2019 – Welcome to My Heart
- 2021 – The Scrapbook

#### EP
- 2014 – Livewire

#### Raccolte
- 2024 – The Songwriter... So Far

### Angus Gill & Seasons of Change
- 2020 – 3 Minute Movies
- 2023 – Departure & Arrival